# Trem ligeiro de Bochum
O trem ligeiro de Bochum é um sistema de trem ligeiro que serve a cidade alemã de Bochum.